# Териториални води
 За пренасочванекъм Териториално море
Териториално море (среща се и като териториални води) – зона от море (океан), прилежаща към брега (най-често до 12 морски мили или приблизително 22 км) и намираща се под суверенитета на крайбрежна държава.

## Юрисдикция
Върху териториалното море (включва повърхност, недра и въздушно пространство) се разпространява суверенитетът на крайбрежната държава. Режимът на териториалното море се регулира от Конвенцията на ООН по морско право от 1982 г., както и от законодателството на крайбрежната държава.

В България обхвата на териториалното море е уредено в Закона за морските пространства, вътрешните водни пътища и пристанищата на Република България:
Чл. 16. (1) Териториалното море на Република България включва прилежащата към брега и вътрешните морски води морска ивица с широчина 12 морски мили, измервана от изходните линии.

## Предели
Зоната на териториалните води се измерва от линията на най-големия отлив (ако брега има спокойни очертания) или от границите на вътрешните води, или от така наречените базисни линии (въображаеми прави линии, съединяващи издатините на брега в морето, ако крайбрежието е дълбоко издадено, врязано, огънато или ако близо до брега има верига от острови).
Международното право не допуска разширение на териториалните води отвъд пределите на 12 морски мили (22,2 km), но някои държави, едностранно, са декларирали по-широки териториални води (напр. Перу претендира за 200 мили териториално море). Такива териториални води отвъд 12-милната граница съответно могат да не се признават от други държави (напр. САЩ не признава териториалното море на Перу, така както те са го заявили).

## Право на мирно преминаване през териториалното море
Съдовете на всички държави се ползват от правото на мирно преминаване през чужди териториални води при условие съблюдаване на положенията на Конвенцията (преминаването не трябва да нарушава безопасността на крайбрежната държава, подводниците могат да преминават само в надводно положение и т.н.). Съгласно вътрешното законодателство на някои държави, чуждите военни кораби могат да преминават през техните териториални води и да навлизат във вътрешните им морски води само с предварителното разрешение на правителството на съответната държава.
Осъществяването от чужди съдове на морски добив, хидрографски работи и изследвания в териториалните води (при отсъствие на специално съглашение) е забранено в законодателството на повечето държави.